# Опачь
Опачь (рум. Opaci) — село в Каушанском районе Молдавии. Относится к сёлам, не образующим коммуну.

## География
Село расположено на высоте 45 метров над уровнем моря.

## Население
По данным переписи населения 2004 года, в селе Опачь проживает 3516 человек (1743 мужчины, 1773 женщины).
Этнический состав села:
| Национальность | Число жителей | Процентный состав |
| -------------- | ------------- | ----------------- |
| молдаване      | 3085          | 87,74             |
| румыны         | 403           | 11,46             |
| украинцы       | 9             | 0,26              |
| русские        | 7             | 0,2               |
| поляки         | 4             | 0,11              |
| болгары        | 4             | 0,11              |
| гагаузы        | 2             | 0,06              |
| прочие         | 2             | 0,06              |
| Всего          | 3516          | 100 %             |

## Известные уроженцы
- Ион Унгуряну (1935—2017) — молдавский актёр и режиссёр.
- Андрей Иванцок (род. 9 марта 1961) — член партизанской группы «Бужор», участник приднестровской войны